# Понта Делгада
 Тази статия е за града в Португалия.  За общината вижте Понта Делгада (община).  
Понта Делгада (на португалски: Ponta Delgada) е главен град и община на Азорските острови.
Населението му е 40 661 жители (по данни от преброяването от 2011 г.), а площта – 231,9 км². Населението на едноименната община е 68 055 жители (по приблизителна оценка за 2017 г.).